# Bulbophyllum septemtrionale
Bulbophyllum septemtrionale är en orkidéart som först beskrevs av Johannes Jacobus Smith, och fick sitt nu gällande namn av Johannes Jacobus Smith. Bulbophyllum septemtrionale ingår i släktet Bulbophyllum och familjen orkidéer. Inga underarter finns listade i Catalogue of Life.